# 響 (芸能プロダクション)
響（ひびき、英: HiBiKi）は、ブシロードグループの声優プロダクション。
公式サイトや公式Twitterアカウント上では、女性が所属する『響』と男性が所属する『HiBiKi』に分けられているが、ここでは基本的にまとめて説明する。

## 概要
ブシロードグループの芸能プロダクションという立ち位置から、所属者は、ブシロードが関与したメディアミックスプロジェクトへの出演や主題歌担当のほか、ブシロード関連のイベントステージやテレビ番組の司会進行やゲストなどとして顔出し出演する機会も多い。
「ブシロードグループの声優プロダクション響」という位置づけは起業時点から変わらないものの、ブシロードグループ再編に伴い、度々、運営企業が移管されている（詳細は#運営会社の遍歴を参照）。
基本的には単に『響』と呼称すれば、声優プロダクションを指すが、同じ“響”のブランド名を冠するインターネットラジオ配信サイト『響 - HiBiKi Radio Station -』（単に『響』と呼称することもある）があり、区別のため、ブシロードミュージック移管以降は現在に至るまで『声優事務所「響」』と、声優プロダクションであることを強調した案内も多く使用されている。

### 声優の枠からの拡大
前述の通り「声優事務所」と称しているが、以前より、橘田いずみが「餃子評論家」としても活動している。
また、2015年からはブシロードが『BanG Dream!』プロジェクトをスタートし、サポートミュージシャンなどを起用せずにキャスト自身が楽器演奏を行い生バンドライブを開催する異例の展開方法を行っており、派生作品の『From ARGONAVIS』を含め、響・HiBiKiからほとんどの所属声優が参加しており、特にリアルバンド活動をしている各ユニットでは、最低でもメンバーの1人は所属声優がだった（逆にリアルバンド活動を行っていないユニットには一人も所属声優のメンバーはいない）が、「RAISE A SUILEN」のみ紡木が退所したことにより、例外的に所属者が一人もいないユニットとなっている。
更に元々ミュージカル女優からの転身で2009年より声優として響に所属している三森すずこ及び、元々舞台女優として活動していて2016年に響に所属した相羽あいなの2人を筆頭に、2016年からは所属声優が積極的にミュージカルに出演する機会が見られ始め、同年秋には、ブシロードとネルケプランニングとの共同事業としてアニメとミュージカルを強く結びつけ、双方に共通出演させるタレントのオーディションを行い（合格者がどこのプロダクションにも属していない場合は響への所属が義務付けられていた）、ブシロードグループとして声優兼ミュージカル俳優（女優）の活動を重視する方向性が見られる。
ブシロードとネルケプランニングは、舞台作品をこれまで共同で「カードファイト!! ヴァンガード〜バーチャル・ステージ〜」（2016年初春に1作目、2017年春に2作目・リンクジョーカー編／響からは三森と森嶋がアニメ版と同じ役で出演）と「けものフレンズ」（2017年初夏、2018年初春再演／響からは相羽と佐々木がアニメ版と同じ役で出演）を上演、2018年現在は前述のオーディション合格者（響新規所属者無し）による「少女☆歌劇 レヴュースタァライト」の展開を進めている（2017年秋に舞台1作目上演、2018年年始再演、夏テレビアニメ放映、秋舞台2作目とミュージカルを原作にアニメも交えて展開していく）、響からは三森、相羽、伊藤彩沙が出演している。
なお、西本りみはブシロード・ネルケプランニングとは関係のない外部での積極的な舞台出演をしており、公式Twitterのプロフィールの冒頭には自身の肩書として「声優／舞台／Bass」と記している。
ブシロードが2019年から展開を開始したDJをテーマにしたメディアミックス作品「D4DJ」にも6人が出演している。
2017年に開催した所属オーディションでは、声優を軸に舞台に限らず、プラスアルファでのマルチな活動を重視して募集（公式サイトより）し、4人の新規所属者を迎えた。所属オーディションを中断時期を挟みつつ開催している。

## 略歴
2009年3月6日にブシロードのスピンアウトカンパニーとして設立された株式会社響（初代。現 株式会社ブシロードメディア）が、インターネットラジオ（響 -HiBiKi Radio Station-）などと共に声優マネージメント業務を開始。それ以前より、ブシロード関連の司会等の仕事をしていた橘田いずみ、中本順久（2013年退所）が所属し、同年内に三森すずこも所属。
2010年2月6日に開催された「ブシロードカードゲームLIVE2010」内で行われた公開オーディション『「エリーを探せ！」全国声優オーディションツアー全国決勝大会』の優勝者である佐々木未来が所属、またこれに伴って、三森、徳井青空、佐々木、橘田による声優ユニット「ミルキィホームズ」が結成された（2019年1月活動終了、7月FC終了、8月1日プロフィールページ閉鎖）。ほぼ同時期に徳井が所属（2018年退所）、同オーディションで準優勝となった寺川愛美（現：愛美）も同年より所属。
2012年頃、ゲーム版のミルキィホームズにて主人公小林オペラ役を務めていた森嶋秀太が所属。
2013年4月27日に開催された「大ヴァンガ祭2013」内で行われた公開オーディション『ミルキィホームズ シスターズ メンバースカウトオーディション決勝大会』の優勝者である伊藤彩沙が所属
、またこれに伴って、寺川と伊藤彩沙による声優ユニット「フェザーズ」が結成された（ミルキィホームズの妹分のため、同じ日程で活動終了）。
2015年4月18日、愛美が率いるBanG Dream!の声優ユニット「Poppin' Party」の初ライブにて、メンバーとして、伊藤彩沙に加え、西本りみが御披露目され、響所属であると自己紹介。同21日、西本の正式発表に加え、尾崎由香（2019年退所）の所属も発表された。
2016年5月より、相羽あいなが所属となっていることが、2016年6月3日に発表された。
2017年2月より、バーチャルキャラクター「ツクモ」（カプコンのゲームソフト『めがみめぐり』に登場するキャラクター）が「音声合成声優」扱いで所属することを発表（2017年12月7日付で終了）。
2017年6月、初の公開所属オーディション開催（ミルキィホームズ関連のオーディション等、結果的に響所属となる形での公開オーディションはあるが、所属するための公開オーディションは初となる）。
現在の株式会社響設立時には一旦移管の対象外でブシロードミュージックによる運営が続けられていたミルキィホームズオフィシャルファンクラブ「ホームズ探偵学院」の運営を、会期の切り替わりである2017年8月1日に合わせて移管を受けた（2019年7月31日を持って運営終了）。
2017年8月1日、公式YouTubeチャンネル「響スタイル（HiBiKi StYle）」を開設。
2017年10月6日、城田純の所属を発表（2019年6月30日退所）。同7日発売の「月刊ブシロード」誌上にて6月に開催したオーディションの合格者男女各2名、遠野ひかる、紡木吏佐（2023年退所）、真野拓実、前田誠二の所属を発表。また、同時期に公式サイトを一部リニューアルし、女性声優の「響」と男性声優の「HiBiKi」にページを分割（その後、それぞれの公式Twitterアカウントを開設）。
2018年1月15日、ニコニコチャンネルに女性部門の「ヒビキファンクラブ」を開設。
2018年2月16日、「響スタイル（HiBiKi StYle）」（の本体）を女性部門とし、男性部門の「MEN’S HiBiKi StYle」枠による映像配信開始（配信チャンネル自体は分離していない）。
2018年5月12日、『BanG Dream!』の新プロジェクトとして、男性版の『ARGONAVIS project.』を発表。メンバー5人のうち、森嶋、前田、日向大輔（2025年3月退所）の3人が御披露目され、日向がHiBiKi所属であることも発表された。
2018年5月、前年同様所属オーディションを開催。
2018年9月15日に開催された『Argonavis 0-2nd LIVE -始動-』にて伊藤昌弘がお披露目され、同時にHiBiKi所属であることが発表された。
同18日、進藤あまねの所属を発表。
2019年には、ブシロードグループとも関係が強く、響所属者とも共演の多い、株式会社S及びエースクルー・エンタテインメントと合同でオーディションを開催。
2019年4月2日には西尾夕香の所属を発表。2019年4月19日、西尾は上記の合同オーディションの響枠合格者であったことが公表された。
2019年8月1日、青二プロダクションからの所属者だった美波わかな（旧：金魚わかな、2024年退所）の所属を発表。
2020年4月26日、「D4DJ」のユニット「Lyrical Lily」で進藤の参加のみ先に公表し、残り3人を公開オーディションで決定するとしていたメンバーの合格者が発表され、そのうち、深川瑠華及び渡瀬結月の2人が響所属となったことを発表。
2020年6月18日、前年同様にS・エースクルーとの合同オーディションを開催。
2021年2月1日、前年の合同オーディションの合格者として、青木陽菜と立石凛の所属を発表。
2021年2月9日、「ヒビキファン」を「HiBiKi StYle＋」としてリニューアルし、男性部門も合流した総合的ファンクラブになる。
2021年9月1日、千春の新規所属を発表。愛美より、妹であることが公表された。
2024年、2020年以来（単独2018年以来）となる『声優事務所「響」新人声優オーディション2024』を開催し、その結果、同年12月13日に汐見梨沙、南村優羽、和泉龍輝、松本雪杜の所属を発表。

### 運営会社の遍歴
- 2009年3月6日 - 2013年5月31日、株式会社響（初代、企業登記及び事業創業）。
- 2013年6月1日 - 2015年4月30日、株式会社ブシロードメディア（商号変更）[注 12]。
- 2015年5月1日 - 2016年9月28日、株式会社ブシロードミュージック（事業移管）[注 13]。
- 2016年9月29日 - 2020年1月31日、株式会社響（2代目、企業登記・事業移管）[18][注 14]。
- 2020年2月1日以降、株式会社ブシロードムーブ（商号変更）[2]。

## 所属声優

### 響（女性声優）
- 橘田いずみ（2009年4月 - ）
- 三森すずこ（2009年10月 - ）
- 佐々木未来（2010年2月 - ） ※ 「エリーを探せ！」全国声優オーディション 合格
- 愛美（2010年4月 - ） ※「エリーを探せ! ミルキィホームズ 声優オーディションツアー」準グランプリ
- 伊藤彩沙（2013年4月 - ） ※ ミルキィホームズ シスターズ メンバースカウトオーディション グランプリ
- 西本りみ（2015年4月 - ） ※ ミルキィホームズ シスターズ メンバースカウトオーディション ファイナリスト ベスト６
- 相羽あいな（2016年6月 - ）
- 遠野ひかる（2017年9月 - ） ※ 新人声優発掘プロジェクト オーディション2017 合格
- 進藤あまね（2018年9月 - ） ※ 新人声優発掘プロジェクト オーディション2018 合格
- 西尾夕香（2019年4月 - ） ※ S・響・エースクルー合同オーディション2019 合格
- 深川瑠華（2020年4月 - ） ※ D4DJ Lyrical Lily 新メンバーオーディション 合格
- 渡瀬結月（2020年4月 - ） ※ D4DJ Lyrical Lily 新メンバーオーディション 合格
- 青木陽菜（2021年2月 - ） ※ S・響・エースクルー合同オーディション2020 合格
- 立石凛（2021年2月 - ） ※ S・響・エースクルー合同オーディション2020 合格
- 千春（2021年9月 - ）
- 汐見梨沙（2024年12月 - ） ※ 新人声優オーディション2024 合格
- 南村優羽（2024年12月 - ） ※ 新人声優オーディション2024 合格

### HiBiKi（男性声優）
- 森嶋秀太（2012年1月 - ）
- 真野拓実（2017年9月 - ） ※ 新人声優発掘プロジェクト オーディション2017 合格
- 前田誠二（2017年9月 - ） ※ 新人声優発掘プロジェクト オーディション2017 合格
- 伊藤昌弘（2018年9月 - )
- 和泉龍輝（2024年12月 - ） ※ 新人声優オーディション2024 合格
- 松本雪杜（2024年12月 - ） ※ 新人声優オーディション2024 合格

## 過去の所属声優
男性声優
- 中本順久（フリー、2009年3月 - 2013年3月）
- 城田純（芸能活動休止、2017年10月 - 2019年6月）
- 日向大輔（フリー、2018年5月 - 2025年3月）

女性声優
- 徳井青空（現エイベックス・ピクチャーズ所属、2010年2月 - 2018年3月[19]）
- 尾崎由香（現研音所属、2015年4月 - 2019年5月31日）
- 紡木吏佐（現mitt management所属、2017年9月 - 2023年10月31日） ※ 新人声優発掘プロジェクト オーディション2017 合格
- 美波わかな（現ギャラクシープロモーション所属、2019年8月 - 2024年4月30日[20]）

ユニット
- ミルキィホームズ（2019年1月活動終了、2019年7月FC終了[21][22]）
  - 三森、徳井、佐々木、橘田
- フェザーズ[注 15]（2019年1月活動終了）
  - 愛美、伊藤彩沙

## ファンクラブ
- 「HiBiKi StYle＋」
  - 2018年1月15日に「ヒビキファンクラブ」の名で女性部門のオフィシャルファンクラブとして設立、2021年2月9日に全体のファンクラブとして現名称にリニューアル。
  - また、当初はニコニコチャンネルの一チャンネルとしてのサービスだったが、2021年7月7日に独立したサイト（SKIYAKI運営）を設立、ニコニコチャンネル側は2021年9月30日で更新終了予定となっている。
- （終了）ミルキィホームズ オフィシャルファンクラブ「ホームズ探偵学院」
  - 声優ユニット「ミルキィホームズ」（三森・徳井・佐々木・橘田）のオフィシャルファンクラブ。また、同じミルキィホームズシリーズ関係の「フェザーズ」（愛美・伊藤彩沙）や森嶋も会報などに登場しており、実質的に2014年頃までの旧体制時における響全体のファンクラブとなっていた。
  - システム面（会員限定サイト、通信販売、イベントチケット先行販売等）は、株式会社ロム・シェアリングに委託。
  - 2019年2月の「ミルキィホームズ」解散に伴い、第7期の終了（2019年7月）をもって閉鎖[23]。

## 動画配信
少人数によるチーム・コンビを一部所属声優で組み、YouTubeでの動画配信を行っている。また、他社所属声優がゲスト出演することもある。
チームY（佐々木、愛美、伊藤彩沙）：2020年4月に独立しYouTubeチャンネル開設
ユニット「ミルキィホームズ」・「フェザーズ」（合わせて「ミルキィホームズシスターズ」）内のチーム分けとして作られた、年少組による「チームY」（=Young）をそのままの名称で独立させたもの。
とのつむ（遠野・紡木）：HiBiKi StYle内
2017年所属の（女性）同期2人によるコンビ
名称はそれぞれの愛称（とのぴー・つむつむ）から
おゆねす（西尾・進藤）：HiBiKi StYle内
名称はそれぞれの愛称（おゆちゃん・あまねす）から
ブシロードの2つのメディアミックスプロジェクトでも同じユニットに属している（『Reバース for you』「Go Go しちゅー's!」・『BanG Dream!』「Morfonica」）
ゆづるか（渡瀬・深川）：HiBiKi StYle内
2020年所属の『D4DJ』「Lyrical Lily」メンバーオーディション合格者2人によるコンビ。
名称はそれぞれの下の名前から。